# Frederik Willem Constantijn van Hohenzollern-Hechingen
Frederik Willem Constantijn Herman Thassilo genoemd Constantijn (Sagan, 16 februari 1801 – Slot Nettkow in Grünberg, 3 september 1869) was van 1838 tot 1849 de laatste vorst van Hohenzollern-Hechingen. Hij was de zoon van vorst Frederik Herman Otto van Hohenzollern-Hechingen en Pauline Biron, dochter van Peter Biron van Koerland.
Hij regeerde reeds sinds 1834 namens zijn zieke vader het land en besteeg in 1838 zelf de troon. Hij aanvaardde deze taak met tegenzin en bleef zich veel met zijn grote liefde de muziek bezighouden. Door de dood van een tante van moederskant werd hij in 1842 ook hertog van Sagan. In het revolutiejaar 1848 kwam het ook in Hechingen tot onlusten, hetgeen tot de grondwet van 16 mei leidde. Toen echter onenigheid met de volksvertegenwoordiging uitbrak, rukten Pruisische troepen het vorstendom binnen.
Evenals zijn erfgenaam vorst Karel Anton van het naburige Hohenzollern-Sigmaringen stond hij, het regeren moe, op 7 december 1849 zijn land af aan Pruisen. Hij ontving in ruil hiervoor een levenslang jaarlijks pensioen van 10.000 taler, het behoud van zijn goederen en tienden in Hechingen en de voorrechten van een jongere prins van het Pruisische koningshuis. De rest van zijn leven bracht hij door te Löwenberg in Silezië, waar hij vooral met zijn uit Hechingen meegebrachte hofkapel muziek beoefende.
Hij was sinds 22 mei 1826 enigszins boven zijn stand gehuwd met Eugénie van Leuchtenberg, dochter van Eugène de Beauharnais. Dit huwelijk bleef kinderloos. Na haar dood in 1847 hertrouwde Constantijn morganatisch met barones Amalie Schenk von Geyern, die in 1850 door Frederik Willem IV tot gravin von Rothenburg werd verheven. Amalie werd te Fürth geboren op 13 juli 1832 en overleed in Wiesbaden op 29 juli 1887.
Uit dit huwelijk werden twee zoons en een dochter geboren, die ook deze titel droegen.
- Frederika Wilhelmina Elisabeth Amalia Adelheid (Elisabeth) van Rothenburg gravin van Rothenburg (Kasteel Löwenberg, Lwówek Śląski, 13 februari 1852 - Dresden, 31 december 1914)
- Frederik Willem Karel van Rothenburg graaf van Rothenburg (Kasteel Löwenberg, 19 februari 1856 - 1912)
- Willem Frederik Lodewijk Gustaaf (Willem) van Rothenburg graaf van Rothenburg (Schönbühl, 16 november 1861 - Dresden, 27 februari 1929)

Naast de kinderen uit zijn huwelijk had hij een bastaarddochter uit een relatie met Sophie Scherer:
- Ludovika Sophia Scherer Edle Frau von Ehrenberg (1824–1884)

Omdat Constantijn geen opvolgingsgerechtigde nakomelingen had, stierf met hem de linie Hohenzollern-Hechingen op 3 september 1869 in mannelijke lijn uit. Hij werd in de kerk van Hechingen bijgezet naast het graf van Eugénie.

Wapen Constantijn van Hohenzollern
Familiewapen van Rothenburg